# ТЭЦ Люблин-Вроткув
ТЭЦ Люблин-Вроткув – теплоэлектроцентраль на востоке Польши в городе Люблин.
В 1976 году на площадке станции начала работать котельня с двумя котлами WP-70 мощностью по 81 МВт, поставленными компанией Rafako из Рацибужа. В 1979 и 1985 годах смонтировали еще два котла того же производителя — на этот раз типа WP-120 с единичной мощностью 140 МВт.
В 2002 году объект был преобразован в ТЭЦ благодаря запуску энергоблока мощностью 231 МВт, созданного по технологии комбинированного парогазового цикла. В нем смонтировали газовую турбину производства итальянской компании Ansaldo (по лицензии Siemens) мощностью 167,8 МВт, которая через котел-утилизатор Lurgi питает одну паровую турбину Ansaldo мощностью 71,6 МВт. С учетом поставки тепла, общая паливная эффективность этого блока составляет 77,6 % (паливная эффективность водогрейных котлов 86,7 %).
Общая тепловая мощность станции по состоянию на 2019 год оценивается в 592 МВт.
Удаление продуктов сгорания происходит через дымоход высотой 150 метров.